# Rhabdomastix feuerborni
Rhabdomastix feuerborni är en tvåvingeart som beskrevs av Alexander 1931. Rhabdomastix feuerborni ingår i släktet Rhabdomastix och familjen småharkrankar. Inga underarter finns listade i Catalogue of Life.